# Дрво живота (филм из 2011)
Дрво живота (енгл. The Tree of Life) је америчка научнофантастична драма, снимљена 2011. у режији Теренса Малика. Филм се бави смислом живота из перспективе средовечног човека који се присећа свог детињства у Тексасу педесетих година двадесетог века; на неки начин, драма приказује праисконско и корене људске цивилизације. Господин О'Брајан је насилни и ауторитативни отац, који желећи да његова деца постану одговорни и дисциплиновани људи, полако на себе навлачи њихов гнев. Његова супруга за то време покушава да измири сукобљене стране, и у томе делимично успева. Мир у породици је поново нарушен када један од дечака трагично настрада.
Теренс Малик је похваљен за изузетан поетизам и артизам у режирању, нарочиту пажњу су привукли снимци свемира и праисторије. Филм је награђен Златном палмом на Филмском фестивалу у Кану 2011. године. Поред филма Служавке, ово је била велика одскочна даска за Честејнову.

## Улоге
| Глумац          | Улога             |
| --------------- | ----------------- |
| Бред Пит        | господин О'Брајан |
| Џесика Честејн  | госпођа О'Брајан  |
| Шон Пен         | Џек               |
| Хантер Макрекен | млади Џек         |
| Laramie Epple   | Р. Л.             |
| Tye Sheridan    | Стив              |